# Haverdal
Haverdal is een plaats in de gemeente Halmstad in het landschap Halland en de provincie Hallands län. De plaats heeft 1401 inwoners (2005) en een oppervlakte van 250 hectare.